# Lester R. Brown
Lester Russell Brown (Bridgeton, 28 marzo 1934) è un agronomo, scrittore e ambientalista statunitense.
Indicato prevalentemente come Lester R. Brown – talvolta come Lester Brown – ha scritto oltre venti libri sui problemi ambientali globali. I suoi lavori sono stati tradotti in oltre 40 lingue.

## Biografia
Brown è il fondatore del Worldwatch Institute nonché fondatore e presidente del Earth Policy Institute, organizzazione di ricerca non profit di Washington, D.C.
Laureato in scienze agrarie nel 1955 alla Rutgers University, dopo 4 anni di esperienza nell'India rurale, nel 1959 diventa analista in agricoltura internazionale al ministero americano dell'agricoltura. Si specializza in seguito in economia agraria all'Università del Maryland e poi ad Harvard.
Nel 1974, con il sostegno della Fondazione Rockefeller fonda il Worldwatch Institute, il primo istituto dedicato all'analisi delle questioni ambientali mondiali. Nel 2001 fonda Earth policy institute, che pubblica i suoi libri più recenti.
Uno dei suoi lavori più noti è Piano B, un libro che si è evoluto secondo i dettami della rete, passando dalla prima versione del 2003, Plan B: Rescuing a Planet Under Stress and a Civilization in Trouble ("recuperare un pianeta sotto stress e una civiltà nei guai"), alla versione 2.0 del 2006, con lo stesso titolo, e alla 3.0 del 2008 Plan B 3.0: Mobilizing to Save Civilization ("mobilitarsi per salvare la civiltà"); l'ultima revisione, Plan B 4.0, è stata pubblicata negli Stati Uniti nel 2009 e nel maggio 2010 in Italia. Tutte le versioni sono disponibili online. Oggetto di numerosi riconoscimenti, Brown è stato descritto dal Washington Post come "uno dei più influenti opinionisti del mondo.". Lester Brown si è sempre distinto per aver evidenziato il problema della scarsa disponibilità di risorse (in particolare quelle alimentari), per evitare a livello della popolazione mondiale scenari di fame.

## Opere
- Man, Land and Food (1963)
- Increasing World Food Output (1965)
- Seeds of Change (1970)
- Man and His Environment: Food (con Gail Finsterbusch) (1972)
- World Without Borders (1972)
- In the Human Interest (1974)
- By Bread Alone (con Erik Eckholm) (1974)
- The Twenty-Ninth Day (1978)
- Running on Empty (con Colin Norman e Christopher Flavin) (1979)
- Building a Sustainable Society (1981)
- State of the World (con altri) (1984-2001)
- Vital Signs (con altri) (1992-2001)
- Eko Keizai Kakumei: Environmental Trends Reshaping The Global Economy (1998) (in Giapponese)
- Saving the Planet: How to Shape an Environmentally Sustainable Global Economy (1992)
- Full House: Reassessing the Earth's Population Carrying Capacity (1995)
- Who Will Feed China?: Wake-Up Call for a Small Planet (1995)
- Tough Choices: Facing the Challenge of Food Scarcity (1996)
- Beyond Malthus: Nineteen Dimensions of the Population Challenge (con Gary Gardner e Brian Halweil) (1999)
- Eco-Economy: Building an Economy for the Earth (2001)
- Plan B: Rescuing a Planet Under Stress and a Civilization in Trouble (2003)
- Outgrowing the Earth: The Food Security Challenge in an Age of Falling Water Tables and Rising Temperatures (2004)
- Plan B 2.0: Rescuing a Planet Under Stress and a Civilization in Trouble (2006)
- Plan B 3.0: Mobilizing to Save Civilization (2008)
- Plan B 4.0: Mobilizing to Save Civilization (2010)

## Premi
- 1994: Premio Blue Planet[3]
- 2005: Goi Peace Foundation's international prize[4]